# 东南商报
《东南商报》是中华人民共和国浙江省宁波市的一份报纸，创办于2001年1月1日，由宁波日报报业集团主办。该报创刊初期为日报，主题为商贸经济和社会服务，主打理念为“本土化”，以宁波本地的新闻作为主要新闻来源，同时服务于普通居民的衣食住行。自2014年5月30日起，东南商报同时还负责向宁波轨道交通乘客发行地铁免费报《D壹时间》。
2018年起，《东南商报》由日报改为周报，并将定位调整为财经类主流媒体，主要服务于经济管理者、企业家、创业创新群体、都市白领和职场人士，2021年12月31日东南财金全媒体平台上线，原纸质刊物停刊。